# Rebecca Atkinson
Pour les articles homonymes, voir Rebecca et Atkinson.
Rebecca Atkinson, née le 22 septembre 1983 à Salford en Angleterre, est une actrice et mannequin britannique. Elle se révèle dans le rôle de Karen Maguire, dans la série Shameless.

## Filmographie
- 2001 : Now You See Her (téléfilm)
- 2002 : Coronation Street (série télévisée) : Stephanie Mills
- 2003 : The Royal (série télévisée) : Suzanne
- 2006 : Life on Mars (série télévisée) : Tina
- 2006 : Holby City (série télévisée) : Savanna
- 2005-2006 : Ideal (série télévisée) : Asia
- 2002-2006 : Heartbeat (en) (série télévisée) : Hayley Felton / Linda
- 2006-2007 : New Street Law (série télévisée) : Susie Hardwick / Suzie Hardwick
- 2007 : The British Academy Television Awards (téléfilm documentaire) : elle-même
- 2008 : Trexx and Flipside (série télévisée) : Amber
- 2009 : Awaydays : Sonya
- 2010 : Moving On (série télévisée) : Kaycee
- 2004-2013 : Shameless (série télévisée) : Karen Maguire / Karen Jackson
- 2014 : Flim: The Movie : Heather Cleveland
- 2014 : Staff Room (série télévisée) : Leigh
- 2005-2015 : Doctors (série télévisée) : Sadie Mawby / Sharon Irvine